# Chu Định vương
Chu Định Vương (chữ Hán: 周定王; trị vì: 606 TCN - 586 TCN), tên thật là Cơ Du (姬瑜), là vị vua thứ 21 của nhà Chu trong lịch sử Trung Quốc.

## Thân thế
Ông là con trai thứ của Chu Khoảnh Vương – vua thứ 19 nhà Chu và em của Chu Khuông Vương – vua thứ 20 nhà Chu.

## Trị vì
Năm 606 TCN, Định vương mới lên ngôi, Sở Trang Vương mang quân đánh ngoại tộc Nhung, đóng quân khắp một dải Lạc Thủy. Thế lực hùng mạnh, vua Sở sai người hỏi lấy Cửu đỉnh - vốn là vật linh thiêng trong tông miếu của nhà Chu, tượng trưng cho quyền lực của thiên tử. Định vương bèn sai Vương Tôn Mãn đi lựa lời từ chối, quân Sở mới rút đi.
Năm 586 TCN, Chu Định Vương mất. Ông ở ngôi 21 năm. Con ông là Cơ Di lên nối ngôi, tức là Chu Giản Vương.